# Florida (departement)
 For alternative betydninger, se Florida (flertydig). (Se også artikler, som begynder med Florida)
Florida er et af de 19 departementer i Uruguay. Departementet har et areal på 10.457 kvadratkilometer, og et indbyggertal (pr. 2004) på 68.636.
Florida-departementets hovedstad er byen Florida.
34°05′58″S 56°12′55″V / 34.0994°S 56.2153°V